# Gynoplistia (Gynoplistia) doddi
Gynoplistia (Gynoplistia) doddi is een tweevleugelige uit de familie steltmuggen (Limoniidae). De soort komt voor in het Australaziatisch gebied.